# Большие Шоры
 Большие Шоры  — деревня в Лебяжском районе Кировской области.

## География
Расположена у юго-восточной окраины райцентра поселка  Лебяжье.

## История
Известна с 1701 года как деревня Большая Шора, в 1764 году (Большие Шоры) 125 жителей, в 1873 году(починок Шоры Большие), дворов 15 и жителей 122, в 1905 28 и 190, в 1926 31 и 157, в 1950 27 и 130, в 1989 75 жителей.  В период 2006-2020 годов входила в состав Михеевского сельского поселения до упразднения последнего.

## Население
Постоянное население составляло 64 человека (русские 94%) в 2002 году, 35 в 2010.